# Nhạn lam họng trắng
Nhạn lam họng trắng (danh pháp hai phần: Hirundo nigrita) là một loài chim thuộc họ Nhạn phân bố rộng rãi nhất thế giới. Nó được tìm thấy ở Angola, Bénin, Cameroon, Cộng hòa Trung Phi, Cộng hòa Congo, Cộng hòa Dân chủ Congo, Bờ Biển Ngà, Guinea Xích Đạo, Gabon, Ghana, Guinea, Guinea-Bissau, Liberia, Nigeria, Sierra Leone, và Uganda.